# 저승사자입니다
《저승사자입니다.》(일본어: お迎えです。)는 타나카 메카의 만화 작품이다.

## 개요
《LaLa》 (하쿠센샤)에서, 1999년 3월호부터 2002년 3월호까지 연재되었다.

## 드라마 CD
2001년 6월에 파이어니어 LDC로부터 발매되었다.

## 텔레비전 드라마
2016년 4월 23일부터 6월 18일까지 닛폰 TV 계열 〈토요드라마〉 시간대 (매주 토요일 21:00 ~ 21:54)에서 방송되었다. 주연은 후쿠시 소타.
본래는 4월 16일에 15분 확대 (21:00 ~ 22:09)로 시작 예정이었지만, 14일부터 발생한 쿠마모토 지진 관련 NNN 보도 특별 프로그램 때문에, 첫회 방송을 연기했다.

### 캐스트
- 츠츠미 마도카 - 후쿠시 소타
- 아구마 사치 - 츠치야 타오
- 나베시마 - 스즈키 료헤이
- 오가와 치사토 - 카도와키 무기
- 유즈코 - 하마다 코코네
- 츠츠미 유미코 - 이시노 마코
- 츠츠미 이쿠오 - 오오스기 렌
- 시노자키 - 노마구치 토오루
- 카토 타카시 - 모리나가 유키
- 츠츠미 사야카 - 오오토모 카렌
- 마츠모토 - 네기시 타쿠야
- 마유리 - 히루카와 유
- 마나미 - 마츠카와 아카리
- 카오리 - 코바야시 리오

### 스태프
- 각본 - 오자키 마사야, 이즈미사와 요코
- 음악 - 타카미 유
- 주제가 - 이에이리 레오 〈우리의 미래〉 (JVC 켄우드 빅터 엔터테인먼트)
- 연출 - 나구모 세이치, 츠카모토 렌페이, 코무로 나오코
- 제작 협력 - 케이 팩토리
- 제작 저작 - 닛폰 TV

### 방송 일자
| 각 화                                                      | 방송일          | 부제 | 각본                          | 연출            | 시청률 |
| ---------------------------------------------------------- | --------------- | --- | ----------------------------- | --------------- | ------ |
| 제1화                                                      | 2016년 4월 23일 | 유령의 소원을 이루어 주어라 완고 아버지와 딸의 유대                                                                | 오자키 마사야                 | 나구모 세이치   | 10.3%  |
| 제2화                                                      | 4월 30일        | 유령의 짝사랑… 말하지 못 했던 말을 지금                                                                            | 오자키 마사야                 | 나구모 세이치   | 9.3%   |
| 제3화                                                      | 5월 7일         | 학생이 다시 일어서면 좋겠어… 교사의 바람                                                                           | 오자키 마사야 이즈미사와 요코 | 츠카모토 렌페이 | 6.9%   |
| 제4화                                                      | 5월 14일        | 선생님을 살리고 싶어… 제자의 바람이 기적을 낳다!                                                                   | 오자키 마사야                 | 츠카모토 렌페이 | 7.9%   |
| 제5화                                                      | 5월 21일        | 성희롱 원죄의 목격자는 유령 단 한 명! 50년 사랑의 기적이 지금…                                                     | 오자키 마사야                 | 나구모 세이치   | 6.7%   |
| 제6화                                                      | 5월 28일        | 야구 열혈 유령과 소년의 꿈! 쇼텐·코가쿠도 유령!?                                                                   | 오자키 마사야                 | 코무로 나오코   | 6.9%   |
| 제7화                                                      | 6월 4일         | 가족의 정… 피가 통하지 않아도 우리는 부모 자식이다!                                                                | 오자키 마사야                 | 츠카모토 렌페이 | 8.2%   |
| 제8화                                                      | 6월 11일        | 마지막 키스의 행방… 계속 당신을 좋아했어요                                                                         | 오자키 마사야                 | 코무로 나오코   | 7.9%   |
| 최종화                                                     | 6월 18일        | 최종회 스페셜!! 나를 죽인 범인은 누구? 눈물 속에 숨긴 진실… 언제나 곁에 있어줘서 고마워. 반드시 널 행복하게 합니다 | 오자키 마사야                 | 나구모 세이치   | 7.2%   |
| 평균 시청률 7.9% (시청률은 칸토 지구·비디오 리서치사 조사) |                 | |                               |                 |        |

- 첫회 15분 확대 (21:00 ~ 22:09).

| 닛폰 TV 계열 토요드라마               | 닛폰 TV 계열 토요드라마                 | 닛폰 TV 계열 토요드라마                  |
| 이전 작품                             | 작품명                                  | 다음 작품                                |
| ------------------------------------- | --------------------------------------- | ---------------------------------------- |
| 괴도 야마네코 (2016.1.16 ~ 2016.3.19) | 저승사자입니다. (2016.4.23 ~ 2016.6.18) | 시간을 달리는 소녀 (2016.7.9 ~ 2016.8.6) |